# Courpiac
Courpiac is een gemeente in het Franse departement Gironde (regio Nouvelle-Aquitaine) en telt 99 inwoners (2009). De plaats maakt deel uit van het arrondissement Langon.

## Geografie
De oppervlakte van Courpiac bedraagt 2,2 km², de bevolkingsdichtheid is dus 45 inwoners per km².
De onderstaande kaart toont de ligging van Courpiac met de belangrijkste infrastructuur en aangrenzende gemeenten.

## Demografie
Onderstaande figuur toont het verloop van het inwonertal (bron: INSEE-tellingen).